# Lomaria feei
Lomaria feei là một loài dương xỉ trong họ Blechnaceae. Loài này được Jenman mô tả khoa học đầu tiên năm 1893.
Danh pháp khoa học của loài này chưa được làm sáng tỏ. 